# Czébely Lajos
Czébely Lajos (Visk, Szovjetunió (egykori Máramaros megye, jelenleg Huszti járás, Ukrajna), 1951. október 29. –) kárpátaljai magyar költő, helytörténész.

## Élete
A helyi magyar tannyelvű középiskola befejezése után 1968-tól az Ungvári Állami Egyetem bölcsészkarának magyar nyelv és irodalom szakos hallgatója. Ungváron tagja lett a Kovács Vilmos által pártfogolt S. Benedek András irányította Forrás Stúdiónak. Az 1970-es évek végéig Fodó Sándor baráti köréhez tartozott, jelentős szerepet vállalt az első kárpátaljai magyar polgárjogi mozgalomban.
1973-ban kapott egyetemi oklevelet, ez év őszétől 1994 nyaráig a Gáti Középiskola magyar nyelv és irodalom tanára. Gáton, Kovács Vilmos szülőfalujában 1988-ban barátaival (Kovács Emil, Fodor István) létrehozták a Kovács Vilmos Kört, alapító tagja a KMKSZ gáti alapszervezetének. 1988-tól a viski református templom orgonistája. 1994-ben hazaköltözik szülőfalujába, s a Viski Kölcsey Ferenc Középiskolában folytatja tovább pedagógiai tevékenységét.
Fiatal tanárként néprajzzal foglalkozott, az e tárgyban írt dolgozatait rendszeresen közölték a kárpátaljai és az anyaországi lapok. Verseinek a Hatodik Síp, a Pánsíp, majd az újraszerveződő Együtt című folyóirat ad helyet. 1994-ben neki ítélik a Hatodik Síp Toll-díját, 2007-ben az Együtt Nívó-díját. 2011. október 4-én tevékenysége elismeréseként Schmitt Páltól a Köztársaság Elnökének Díszoklevele Éremmel kitüntetést kapta.

## Művei
- Napló 1976-1968. Hatodik Síp Alapítvány Mandátum Kiadó, Budapest–Beregszász, 1996, 207.
- Évszakok ösvényein (Versek). Hatodik Síp Alapítvány Mandátum Kiadó, Budapest–Beregszász, 1996, 67.
- A viski magyar iskola története. Kárpátaljai Magyar Kulturális Szövetség, Ungvár, 1998, 145.
- Visk története. Kárpátaljai Magyar Kulturális Szövetség, Ungvár, 2002, 306.
- Irodalom az általános oktatási rendszerű tanintézetek 11. osztálya számára. Lviv, „Szvit”, 2004, 527.
- Fehérbe fogyó láng (Régi és új versek). Intermix Kiadó, Ungvár–Budapest, 2013, 80.
- Magyar nyelv. Tankönyv az általános oktatási rendszerű tanintézetek 3. osztálya számára. Lviv, "Szvit", 2013, 176.
- Magyar nyelv. Tankönyv az általános oktatási rendszerű tanintézetek 4. osztálya számára. Lviv, "Szvit", 2015, 168.
- Jelek egy félszigetről. (Tanulmányok, cikkek, emlékbeszédek válogatott gyűjteménye). Intermix Kiadó, Ungvár–Budapest, 2019, 261.